# Grézolles
Grézolles település Franciaországban, Loire megyében. Lakosainak száma 236 fő (2022. január 1.). Grézolles Luré, Juré, Saint-Julien-d’Oddes, Saint-Martin-la-Sauveté és Souternon községekkel határos.

## Népesség
A település népességének változása:
| Lakosok száma | 312  | 273  | 250  | 278  | 281  | 273  | 267  | 251  | 243  | 236  |
|               | 1968 | 1982 | 1990 | 2006 | 2013 | 2015 | 2017 | 2019 | 2020 | 2022 |